# Leptogorgia cofrini
Leptogorgia cofrini is een zachte koraalsoort uit de familie Gorgoniidae. De koraalsoort komt uit het geslacht Leptogorgia. Leptogorgia cofrini werd in 2005 voor het eerst wetenschappelijk beschreven door Breedy & Guzman. 